# اس‌اس ماوریک
اس‌اس ماوریک (به انگلیسی: SS Maverick) یک کشتی بود که طول آن ۲۳۹ فوت (۷۳ متر) بود. این کشتی در سال ۱۸۹۰ ساخته شد.